# الکالیا دو لاس پناس
الکالیا دو لاس پناس (به اسپانیایی: Alcolea de las Peñas) یک شهرستان در اسپانیا است که در استان گوادالاخارا واقع شده‌است.